# OndernemersPartij

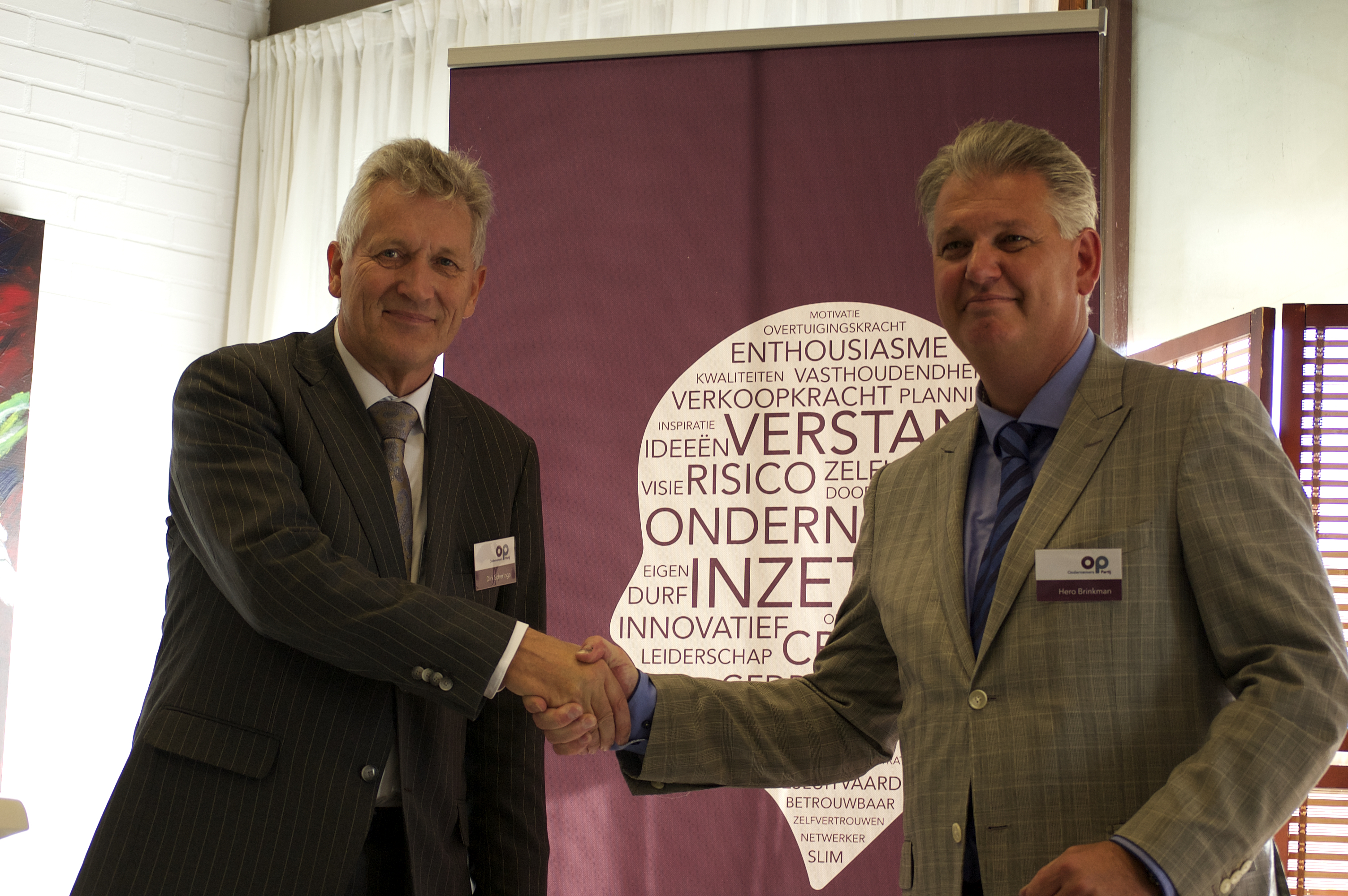
Dirk Scheringa en Hero Brinkman op een bijeenkomst van de Ondernemers Partij (OP) in Krimpen aan den IJssel op 26 september 2015

De Ondernemerspartij (OP) was een Nederlandse politieke partij die opgericht werd in april 2015. De oprichter en politiek leider van de partij is Hero Brinkman, die van 2006 tot 2012 in de Tweede Kamer zat voor de PVV. De partij nam deel aan de Tweede Kamerverkiezingen die op 15 maart 2017 plaatsvonden, maar haalde met 0,12% van de stemmen geen zetel. Een opvallende naam op de kandidatenlijst was radiodeejay Patrick Kicken. Aanvankelijk zou ook oud-DSB Bank-bestuurder Dirk Scheringa aan de verkiezingen meedoen, maar hij werd in maart 2016 geroyeerd toen hij zijn contributie niet had betaald. Nadat de partij geen enkele zetel behaalde, is deze opgeheven.

## Standpunten
Zoals de naam al suggereert, kwam de partij op voor de belangen van ondernemers. Hun standpunten kwamen dan ook hier voornamelijk mee overeen.
- Btw-verlaging naar 19%
- Brandstofaccijnzen verlagen met 25 cent
- Doorbetaling van zieke werknemers van 2 jaar naar 3 maanden.
- WW voor ZZP'ers en eenmansbedrijven
- Afschaffen eigen risico basiszorg
- Lastenverlichting voor mantelzorgers
- Concurrentie vanuit de overheid jegens ziektekostenverzekeraars
- Inspraak vanuit bedrijven in verband met de eisen van stages
- Afschaffen van het leenstelsel en het invoeren van een prestatiebeurs
- AOW-leeftijd terug naar 65